# Polyzonus balachowskii
Polyzonus balachowskii là một loài bọ cánh cứng trong họ Cerambycidae.